# Pietro Antonacci
Pour les articles homonymes, voir Antonacci.
Pietro Antonacci est un compositeur italien du XVIIIe siècle.

## Biographie
Peu de données nous sont parvenues à son sujet. On sait juste qu'il aurait vécu à Naples au XVIIIe siècle. Une seule œuvre de ce compositeur nous est parvenue : une symphonie pastorale, pour deux violons et basse continue, qui se trouve à bibliothèque du conservatoire de Milan. La symphonie a été enregistrée par l'orchestre baroque Il Giardino Armonico sous la direction de Giovanni Antonini, avec d'autres œuvres sous le titre Concerto di Natale (Teldec, 2001).